# 圣玛利亚修道院 (赫雷斯)
圣玛利亚修道院 (西班牙語：la Cartuja de Santa María de la Defensión）又名赫雷斯-德拉弗龙特拉加尔都西会修道院 (西班牙語：la Cartuja de Jerez de la Frontera)是一座罗马天主教修道院，位于西班牙加的斯省赫雷斯-德拉弗龙特拉，哥特式建筑风格，始建于15世纪，建筑完成于17世纪，具有巴洛克建筑风格。19世纪中叶被西班牙政府列入保护遗产名单。
修道院曾由加尔都西会管理五个多世纪；现在由白冷修女会（Sisters of Bethlehem, of the Assumption of the Virgin, and of Saint Bruno）管理。
由安德烈斯·德·里贝拉（Andrés de Ribera）设计的入口，为文艺复兴风格，尤其令人感兴趣。圣玛丽亚小堂及小型哥特式回廊由胡安·马丁内斯·蒙塔涅斯（Juan Martínez Montañés）设计。咏经席由胡安·德奥维耶多·德拉班代拉（Juan de Oviedo de la Bandera）设计，最初是为桑卢卡尔-德巴拉梅达的仁慈修道院教堂制作的，1960年转移到这里。胡安·德拉罗拉斯（Juan de la Roelas）目前在修道院的画作也来自上述教堂。相反，加的斯博物馆保存的弗朗西斯柯·德·苏巴朗的许多画作，最初来自这座修道院。

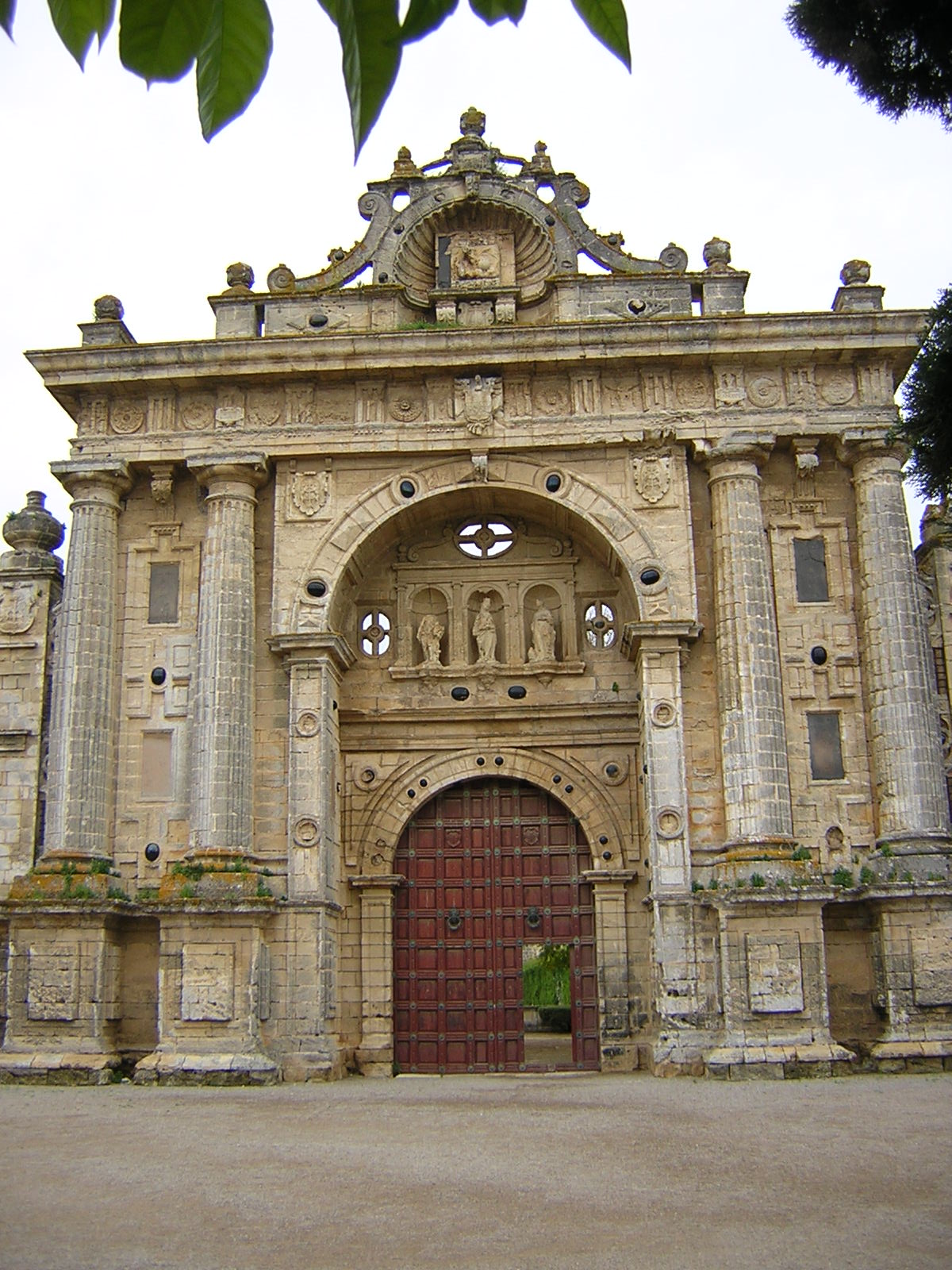
文艺复兴风格的入口

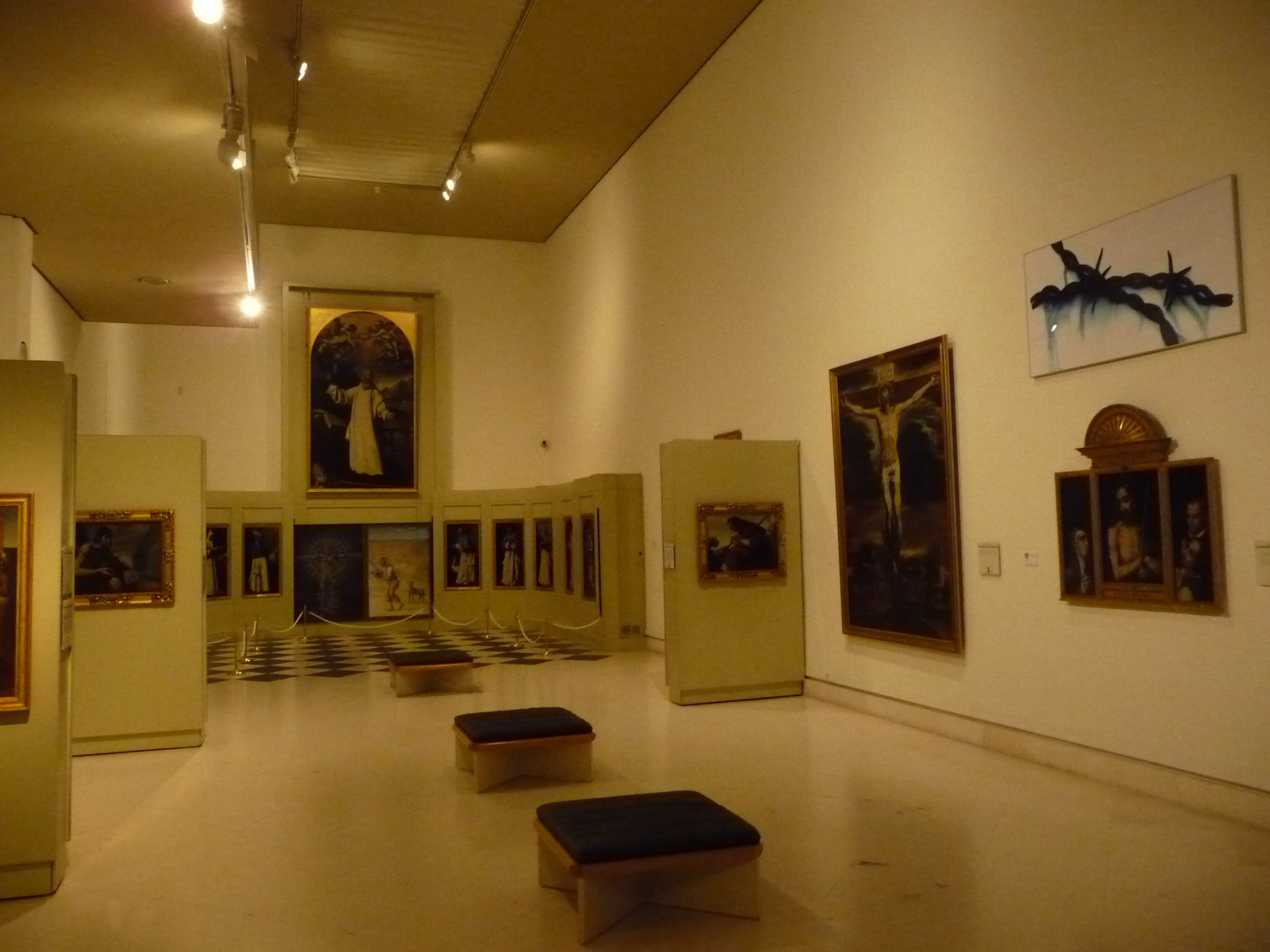
加的斯博物馆保存的弗朗西斯柯·德·苏巴朗画作,最初在圣玛利亚修道院

这座修道院已恢复原始用途，现在处于良好的保护状态。1856年，这座修道院被指定为西班牙文化财产，是西班牙第一批十几处国家级文物古迹之一。